# Льюис, Барбара
Ба́рбара Лью́ис (англ. Barbara Lewis, род. 9 февраля 1943) — американская певица и автор песен.
Музыкальный сайт AllMusic пишет, что трудно найти «поп-соул лучше, чем в исполнении Барбары Льюис, чей соблазнительный, эмоциональный крун поднял песню «Hello Stranger» на 3 место в 1963 году» в США.
Барбала Льюис родилась в Мичигане, писала песни с 9 лет, начала записываться подростком (с продюсером Олли Маклафлином, который также работал с такими исполнителями, как Дел Шеннон, The Capitols и Деон Джексон). Все песни на своём дебютном альбоме (включая «Hello Stranger») она написала сама. Но вот следующие за «Hello Stranger» синглы повторить его коммерческий успех даже близко не смогли.
В середине 1960-х годов Барбара начала записываться в Нью-Йорке с продюсерами, как Берт Бернс и Джерри Векслер, чьи работы были более попсовыми, с оркестровыми аранжировками. Это сработало, и не только коммерчески, но и с художественной точки зрения. Из тех времён большими хитами для Барбары Льюис стали песни «Baby I’m Yours», «Make Me Your Baby», которые автор биографии на сайте AllMusic считает «одними из лучших работ гёрл-группового стиля середины 1960-х годов».

## Дискография
- См. «Barbara Lewis § Chart singles» в английском разделе.